# Himne al temple de Kesh

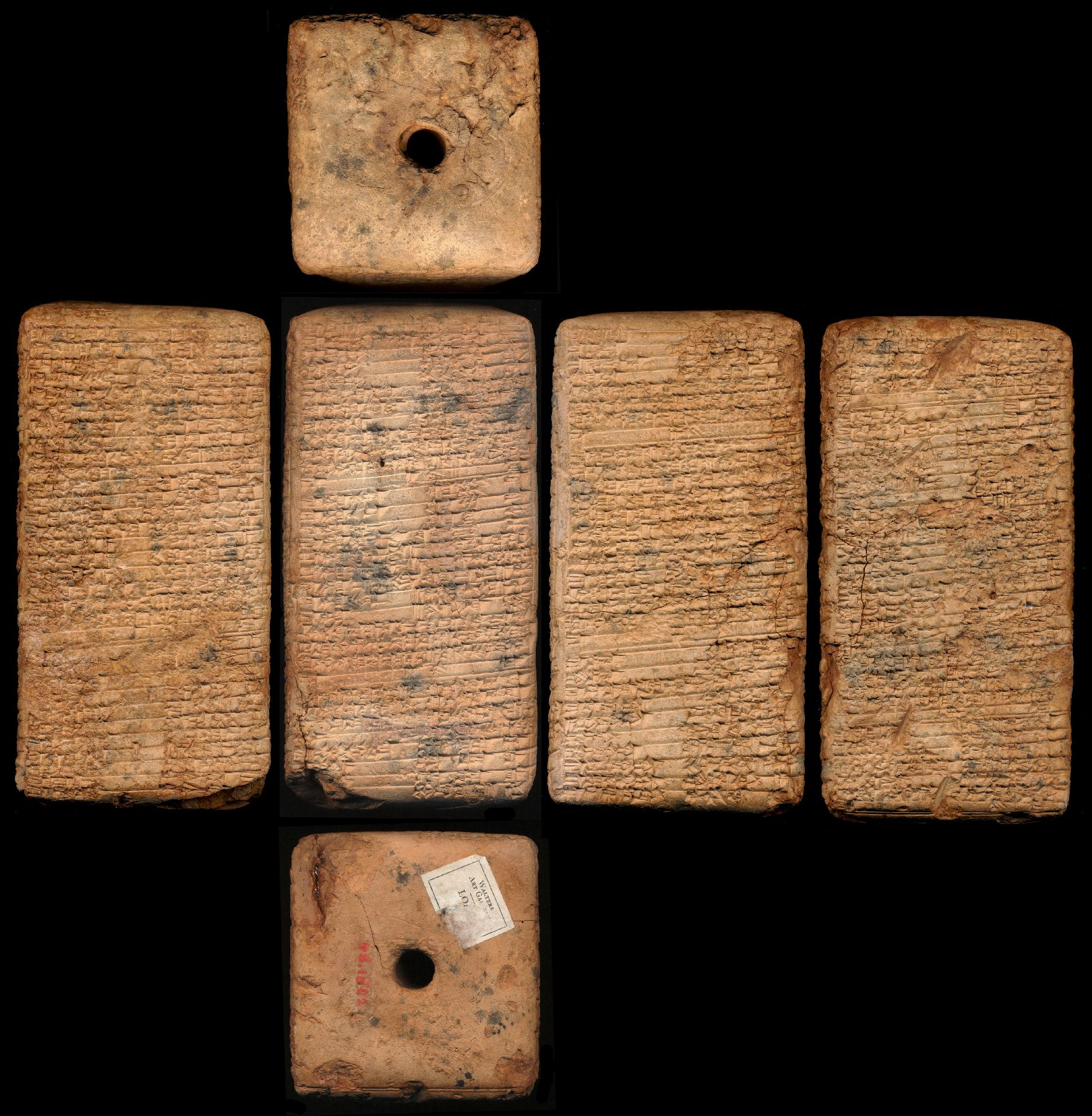
Tauleta prismàtica amb lHimne al temple de Kesh

L'Himne al temple de Kesh (Xahrisabz) és una composició lírica sumèria la versió de la qual més antiga es trobà a Abu Salabikh. N'hi ha còpies datables vuit segles més tard, en època paleobabilònica.
El text d'Abu Salabikh, del període protodinàstic, el trobaren arqueòlegs alemanys juntament amb altres tauletes al 1963, i és una de les obres escrites més antigues de la humanitat, honor que comparteix amb les Instruccions de Xuruppak, una de les versions de la qual també es trobà allí. És el text considerat més important entre els trobats en les ruïnes.